# 月輪賢隆
月輪 賢隆（つきのわ けんりゅう、1888年5月25日 - 1969年8月25日）は、明治時代から昭和時代にかけての日本の仏教学者。秋田県仙北郡美郷町の浄土真宗本願寺派圓徳寺の住職、西本願寺（京都市下京区）の勧学。

## 略歴・業績
明治21年（1888年）5月25日、秋田県仙北郡金沢村米ノ口生まれ。旧制横手中学校（現秋田県立横手高等学校）を卒業後、京都の佛教大学攻究院に進んでここを修了した。その後、金沢町米ノ口の正流山圓徳寺（浄土真宗本願寺派）の15世住職となった。
大正15年（1926年）9月、高野山大学教授となり、のち龍谷大学教授、西山専門学校教授などを務め、昭和10年（1935年）西本願寺司教となった。大学ではサンスクリット語・チベット語による文献研究にもとづいて原始仏教を教授した。昭和16年（1941年）、朝鮮開教区に特別講師として招かれ、翌昭和17年（1942年）には中国大同市の雲崗石窟（大同大仏）と玄忠寺（中国山西省）法要参列のためシナ大陸に渡った。
昭和26年（1951年）、「仏説観無量寿経」の研究論文で文学博士号を得た。「学問の鬼」と称されたが、「観無量寿経」否仏説を唱えたため学閥によって不当な扱いを受けることもあった。昭和30年（1955年）には種智院大学の教授となった。翌昭和31年（1956年）には龍谷大学名誉教授となっている。
チベット仏教・西域仏教の権威者として知られた。昭和42年（1967年）には宗門功労者として表彰された。昭和44年（1969年）8月25日死去。81歳。

## 主著
- 『新編蔵漢小辞典』
- 『梵蔵漢三訳対照勝鬘経』
- 『宝月童子所問経』
- 『仏典の批判的研究』